# Liste der portugiesischen Botschafter in Guyana
Die Liste der portugiesischen Botschafter in Guyana listet die Botschafter der Republik Portugal in Guyana auf. Die Länder unterhalten seit 1979 direkte diplomatische Beziehungen.
Im Jahr 1983 akkreditierte sich der erste portugiesische Botschafter in Guyana, Portugals Vertreter mit Amtssitz in der venezolanischen Hauptstadt Caracas. Eine eigene Botschaft in der guyanischen Hauptstadt Georgetown eröffnete Portugal danach nicht, das Land gehört weiterhin zum Amtsbezirk der portugiesischen Botschaft in Venezuela, dessen Missionschef sich dazu in Guyana zweitakkreditiert (Stand 2019).

## Missionschefs
| Name                                                | Bild   | Akkreditierungsdatum | Anmerkungen                                                                      |
| Guyana                                              | Guyana | Guyana               | Guyana                                                                           |
| --------------------------------------------------- | ------ | -------------------- | -------------------------------------------------------------------------------- |
| Pedro Martim da Cunha Veiga Madeira de Andrade      |        | ab 1983              | Botschafter mit Amtssitz Caracas, am 17. Mai 1983 in Georgetown akkreditiert     |
| Duarte Vaz Pinto da Fonseca de Sá Pereira de Castro |        | ab 1990              | Botschafter mit Amtssitz Caracas, am 26. Juni 1990 in Georgetown akkreditiert    |
| Júlio Francisco de Sales Mascarenhas                |        | ab 1994              | Botschafter mit Amtssitz Caracas, am 21. November 1994 akkreditiert              |
| Fernando Manuel Oliveira de Castro Brandão          |        | ab 2000              | Botschafter mit Amtssitz Caracas, am 23. Oktober 2000 in Georgetown akkreditiert |
| Vasco Luís Pereira Bramão Ramos                     |        | ab 2003              | Botschafter mit Amtssitz Caracas                                                 |
| José Manuel da Costa Arsénio                        |        | ab 2005              | Botschafter mit Amtssitz Caracas                                                 |
| João José Gomes Caetano da Silva                    |        | ab 2006              | Botschafter mit Amtssitz Caracas                                                 |
| Mário Alberto Lino da Silva                         |        | ab 2011              | Botschafter mit Amtssitz Caracas                                                 |
| Fernando Manuel de Jesus Teles Fazendeiro           |        | ab 2014              | Botschafter mit Amtssitz Caracas                                                 |
| Carlos Nuno Almeida de Sousa Amaro                  |        | seit 2017            | Botschafter mit Amtssitz Caracas                                                 |